# Вишняк Петро Тимофійович
Петро Тимофійович Вишня́к (нар. 12 лютого 1930, Мотовилівська Слобідка) — український художник; член Спілки журналістів України з 1970 року та Спілки радянських художників України з 1977 року.

## Біографія
Народився 12 лютого 1930 року в селі Мотовилівській Слобідці Фастівського району (нині Київська область, Україна). 1949 року закінчив художнє училище у Києві (викладачі П. Жила, О. Коротенко); 1955 року — Український поліграфічний інститут у Львові, де навчався у Василя Форостецького, Павла Жолтовського, Олени Кульчицької.
Протягом 1956–1973 років працював у київських видавництвах «Радянський письменник», «Дитвидав», «Дніпро»; у 1973–1995 роках — у Художньому фонді Спілки художників України. Мешкає у Києві в будинку на Русанівській набережній, № 6.

## Творчість
Працював у галузях станкової і книжкової графіки і станкового живопису (створював пейзажі, натюрморти, портрети). Серед робіт:
Станкова графіка
- гравюри «Палубне військове судно Київської русі. XII століття» (1988), «Запорозька чайка» (1989);
- літографії прапорів і кокард 1918–1919-х років (1991);
- герби, печатки, бунчуки, перначі, булави, барабани; великий та малий герби; герби історичних земель України, міст і містечок (усі — 1993).

Ілюстрації до книг
- «Гайдамаки» Тараса Шевченка (1968);
- «Вічна слава героям. 1941—1945. Про міста-герої» (1970);
- «Виробнича Енциклопедія Садівництва» (1968);
- п'ятитомників — «Тарас Шевченко» (1968), «Анатоль Франс» (1976—1977), «Болеслав Прус» (1978);
- серій «Шкільна бібліотека» (від 1966 року), «Учням про прекрасне» (1966—1970), «Зарубіжна класика» (від 1986 року);
- «Запорожець за Дунаєм» Семена Гулака-Артемовського (1985)[2];
- «Українські народні пісні в записах Миколи Лисенка» (1989);
- «Батий» Василя Яна (1990);
- «Історія української літератури Х–ХVII століть» (1994);
- «Святослав» і «Володимир» Семена Скляренка (обидві — 1995).

- живопис: «Ранок», «Михайлівська церква Видубицького монастиря» (обидва — 1984), «Натюрморт із кавуном» (1985), «Натюрморт із лимоном», «Засвітилися вогні», «Куточок Львова», «Дзвіниця Вірменської церкви», «Панорама Львова з боку кріпосної стіни» (усі — 1986), «Останній промінь» (1987), «А блідий місяць на ту пору», «Фрукти і посуд», «Копи» (усі — 1988), «Після дощу» (1989), «Теплий зимовий день» (1990), «Відлига (Хата баби Хведори)», «Пори року», «Покинута хата» (усі — 1992), «Спогади про минуле» (1999), «Квіти лугові», «Квіти лісові», «Квіти польові» (усі — 2000), «Осінь у гідропарку», «У ботанічному саду» (обидва — 2003), «Зимовий ранок», «Перший сніг» (обидва — 2004);
- портрети: Лесі Українки (1973), Григорія Квітки-Основ'яненка (1974), «Подвійний портрет батьків» (2001), «За роботою. Портрет професора» (2002);
- акварелі: «Ранок у ботанічному саду» (1966), «Морська русалка» (1973), «Пуща-Водиця. Сосновий ліс» (1975), «На схилах Дніпра», «Бузок цвіте» (обидва — 1980);
- рисунки: «Натюрморт з яблуками і виноградом» (2000), «Який прекрасний зелений світ!» (2001), «Осінь», «Урожай» (обидва — 2002), «Натюрморт із кавуном, виноградом і вишнями» (2003).

Брав участь в обласних, республіканських, всесоюзних і міжнародних художніх виставках з 1960 року. Персональна виставка відбулася у Києві у 2001 році.